# Corumbá-Stausee IV
Der Corumbá-Stausee IV (port.: Represa Corumbá IV) ist der nördlichste der vier Stauseen des Rio Corumbá im brasilianischen Bundesstaat Goiás. Die weiteren Stauseen sind Corumbá-Stausee,  Corumbá-Stausee II und Corumbá-Stausee III. 

## Lage
Der Stausee befindet sich südwestlich von Brasília mit der Talsperre auf dem Gemeindegebiet von Luziânia. Der stark verästelte Stausee erstreckt sich über die sechs Gemeinden Luziânia, Abadiânia, Silvânia, Alexânia, Santo Antônio do Descoberto und Corumbá de Goiás.

Seine Fläche umfasst 173 km2 auf einer Höhe von 842 m.
Um den Stausee wurde ein Umweltschutzgebiet (port: Área de Preservação Permanente – APP ) mit einer Fläche von 89 km2 und einem Umfang von 783,7 km ausgeschieden.

## Energieerzeugung
Das Wasserkraftwerk verfügt über zwei Francis-Turbinen mit einer Gesamtleistung von 127 MW. Die Energie wird mittels einer 138 kV-Hochspannungsleitung mit 123 Masten über 40 km nach Santa Maria im Distrito Federal übertragen und ermöglicht die Versorgung von 250.000 Haushalten.